# Saitama Super Arena
Saitama Super Arena (さいたまスーパーアリーナ Saitama Sūpā Arīna) es una arena techada multipropósito ubicada en Chuo-ko, Saitama, Prefectura de Saitama, Japón. Tiene una capacidad para 37,000 personas y cuenta con una sección móvil que puede ser removida para eventos más pequeños.

## Eventos
Entre sus atracciones se encuentra el Museo de John Lennon en el cual se exponen recuerdos de John Lennon.
Es el lugar preferido por los japoneses para los eventos de artes marciales.
Es una de las dos casas de la liga japonesa de baloncesto.
En 2006 se jugó la primera ronda del Campeonato Mundial Masculino voleibol de la FIVB
Otra característica es la de ofrecer conciertos, en 2005 se presentó la banda inglesa Queen junto a Paul Rodgers, en 2006 se ofrecieron tres conciertos de la banda irlandesa U2. En ese mismo año se celebró en la arena la fase final del campeonato mundial de básquet. En 2009, la banda Green Day ofreció dos conciertos donde se notó la gran acogida del grupo en Japón. Ese mismo año la banda the GazettE se presentó como parte de su tour DIM SCENE siendo este el lugar donde terminó el tour.
La banda japonesa Nightmare también celebró aquí su décimo aniversario en enero del 2010, con un lleno total, demostrando así la gran popularidad de la banda en Japón.
El 20 de febrero de 2011 se presentó el grupo k-on! formado por Aki Toyosaki Yooko Hikasa Satomi Sato Minako kotobuki y Ayana Taketatsu con un concierto llamado come with me!! llenando completamente la arena.
El 12 y 13 de marzo del 2011, la banda de heavy metal Iron Maiden, canceló dos funciones programadas para esas fechas ya que el 11 del mismo mes, un terremoto y un tsunami azotó contra Japón, causando que el grupo cancelara por motivos de seguridad, asegurando que se le iba a devolver el dinero a todo fan que había comprado boletos, aunque dijeron que aún no sabían que iba a pasar con sus dos conciertos.
Siguiendo los acontecimientos del tsunami de Japón, a finales de 2011, la legendaria banda de J-Rock, Siam Shade (que se había desintegrado en 2002), volvió a reunirse momentáneamente para dar una serie de conciertos solidarios como parte de la gira Siam Shade Spirits ~Return The Favor~, donde los fondos obtenidos fueron donados a las víctimas del mencionado tsunami. Otra legendaria banda, Luna Sea (considerados precursores del Visual Key con otras bandas como X-Japan) también dieron conciertos solidarios.
El 15 de enero de 2012 se celebró el All Star de la liga de baloncesto japonesa, la Bj league.
En 2012 la banda Japonesa UVERworld se presentó en el recinto como parte del tour por su octavo álbum titulado "THE ONE"
También en 2012 la cantante, seiyuu, actriz y modelo japonesa Minori Chihara se presentó en el recinto para celebrar su cumpleaños, con un concierto exitoso y promocionando su sencillo SELF PRODUCER recién estrenado.
Las fechas 11,12 y 13 de octubre de 2013 la banda Americana Backstreet Boys promocionaron su 8° álbum De estudio  "In A World Like This World Tour" llenando y agotando las localidades.
Los días 11 y 12 de eneroctruve3, la banda británica Muse ofreció dos conciertos en los cuales se remeció toda la arena. En uno de ellos, exactamente el del 11 de enero, se tocó por primera y única vez la canción Exogenesis Symphony Pt. 3: Redemption.
Se celebró el Campeonato Mundial de Patinaje Artístico sobre Hielo de 2014 entre el 26 y el 30 de marzo de 2014.
μ's, grupo de idols japonés, realizaron en el año 2014 y 2015 conciertos muy exitosos, cantando sus canciones más populares. Este grupo está compuesto por las seiyuu del anime Love Live!.
El ya disuelto grupo de Hello! Project, °C-ute tuvo aquí su concierto debut (2006) y su concierto final (2017).
En 2017 el cantante estadounidense Jimmy anunció que su gira Jimmy World tour Asia empezaría en este estadio añadiendo dos fechas para Japón.
El 31 de diciembre de 2018, se realizó un combate de exhibición entre el boxeador Floyd Mayweather y el luchador de kick boxing Tenshin Nasukawa.
Se celebró el Campeonato Mundial de Patinaje Artístico sobre Hielo de 2019 entre el 20 y el 24 de marzo de 2019.